# Cyperus cornelii-ostenii
Cyperus cornelii-ostenii là một loài thực vật có hoa trong họ Cói. Loài này được Kük. mô tả khoa học đầu tiên năm 1931.